# Orkanen Milton

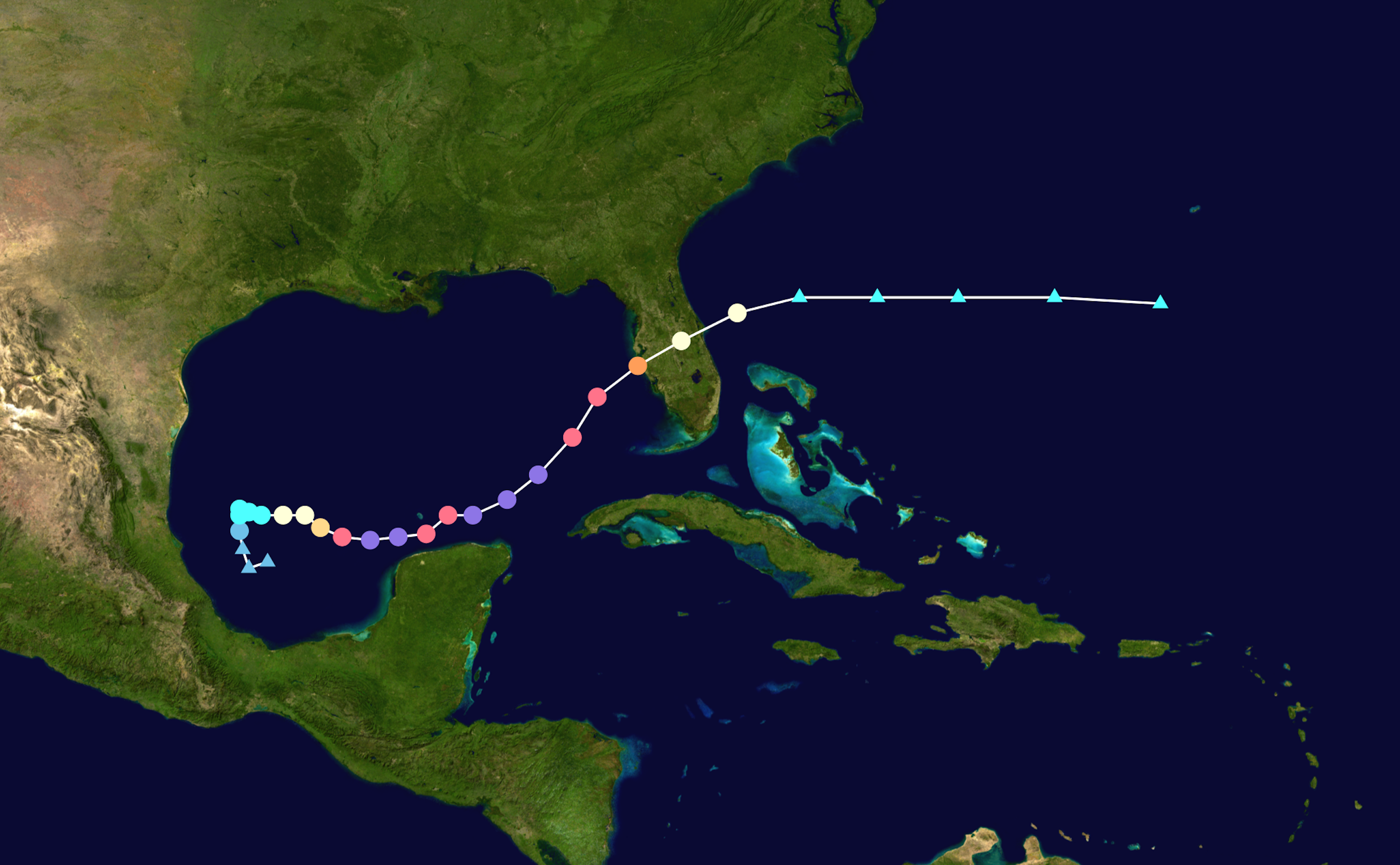
Orkanen Miltons tidiga rörelse från den 5 oktober vid bildandet i Campechebukten med positioner med sextimmarsintervall. Rött representerar kategori 4 och blålila kategori 5. Vitt står för kategori 1.

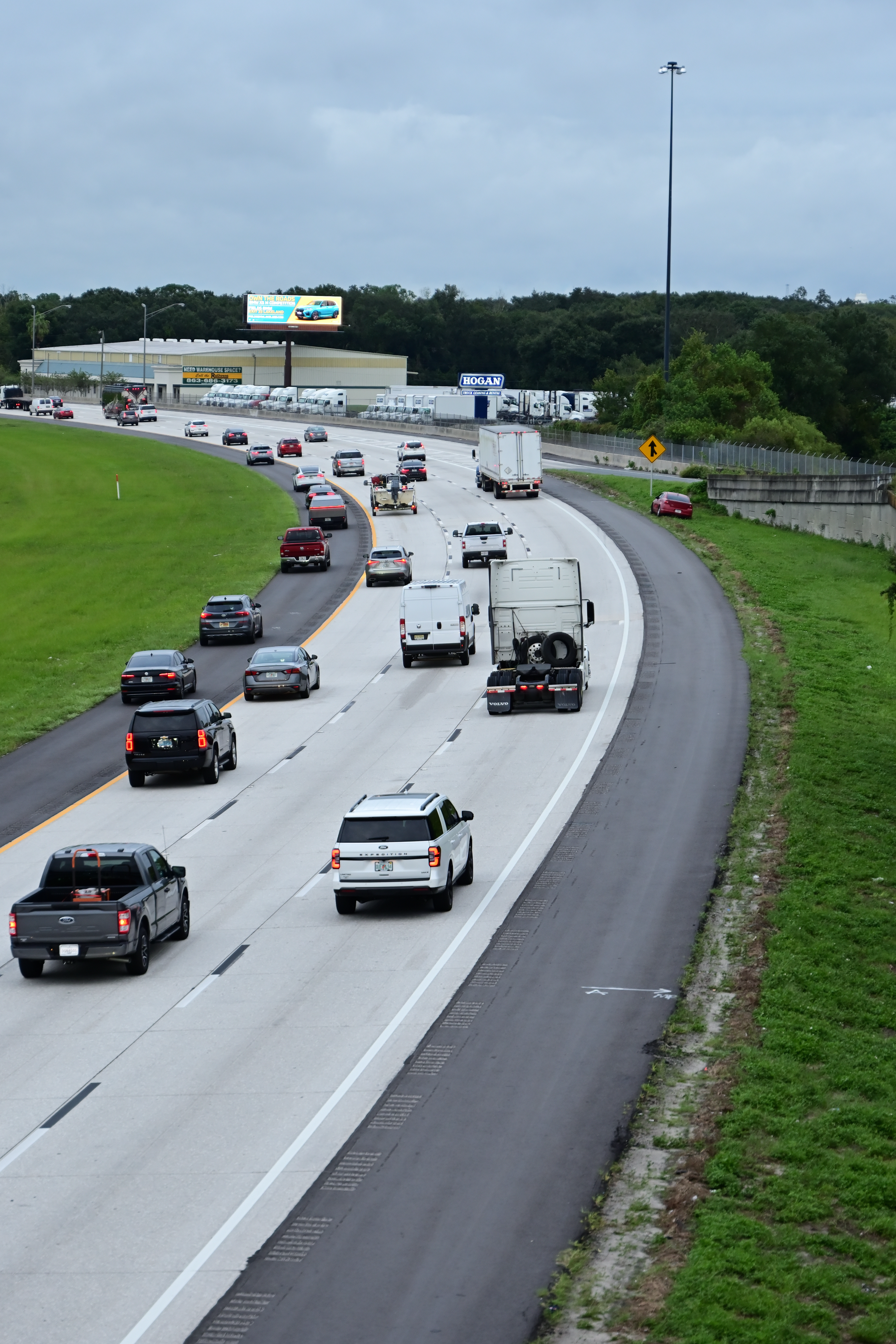
Evakueringsbilström på östgående filer på Interstate 4 nära Lakeland i Florida den 7 oktober, med utnyttjade av nödlägesvägren

Orkanen Milton var en mycket kraftig tropisk orkan som bildades över Mexikanska golfen i början av oktober 2024 och fortsatte österut över mellersta Florida mot Atlanten.
Orkanen Milton var 2024 års dittills kraftigaste tropiska cyklon. Den bildades mindre än två veckor efter det att den förödande Orkanen Helene. Orkanen Helene drabbade Floridas Panhandleregion och också långt upp i inlandet, bland annat i North Carolina. Milton är den trettonde namngivna stormen under 2024 års säsong av atlantiska stormar. Milton är den nionde orkanen, den fjärde större orkanen, och den andra orkanen i den högsta kategorin (Kategori 5). Milton bildades från en tropisk väderstörning som uppkom i den västra delen av Karibiska havet, vilken konsoliderades i Campechebukten den 5 oktober. 
Milton blev en kategori 5-storm den 7 oktober, och alternerade därefter något. Den hade styrka i kategori 3 vid ankomst till kusten nära Siesta Key söder om Tampa på kvällen den 9  oktober lokal tid, för att därefter mattas till kategori 2, och senare kategori 1, under sin framfart i ungefär 25 kilometer/timme österut över land i Florida. Den åstadkom över land mindre skada än som befarats och drog ut över Atlanten under torsdagen den 10 oktober.

## Evakuering
Delstaten Florida, samt den federala statsmakten, förklarade undantagstillstånd ("state of emergency") en dag före orkanens förväntade ankomst till Floridas västkust. Floridas guvernör Ron DeSantis beordnade massevakuering från området vid Tampa Bay, ett storstadsområde med omkring 3,2 miljoner invånare. Omkring sex miljoner personer har beordrats att evakuera.
National Hurricane Center and Central Pacific Hurricane Center bedömde den 9 oktober att vindarna skulle börja öka på Floridas västkust på eftermiddagen lokal tid onsdagen den 9 oktober och av myndigheterna påbjudna evakueringar skyndsamt skulle slutföras.